# Karl Hurtig
Karl Jakob Hurtig, född 20 december 1870 i Sankt Petersburg, död 17 november 1947 i Helsingfors, var en finländsk metodistpastor. 
Hurtig, som var född av svensk-finländska föräldrar, växte upp i Sverige och anslöt sig 1890 till metodistkyrkan. Han var 1904–1943 föreståndare för Helsingfors metodistförsamling och utförde en banbrytande gärning på det sociala området bland annat genom att grunda ett barnhem i Grankulla. Han var känd som en kraftfull förkunnare. Han var 1924–1930 superintendent för den finländska metodistkyrkan och en av dess mest framträdande gestalter. Han utgav ett stort antal predikosamlingar och Metodismens historia i Finland (1923).
Hurtig var från år 1899 gift med Agnes Mabel Wade (1878–1928).